# Símbolo k-Pochhammer
En la teoría matemática de funciones especiales, el símbolo k-Pochhammer y la función k-gamma, introducidas por Rafael Díaz y Eddy Pariguan son generalizaciones del símbolo de Pochhammer y la función gamma. Se diferencian del símbolo de Pochhammer y la función gamma en que se pueden relacionar con una progresión aritmética general de la misma manera que se relacionan con la secuencia de enteros consecutivos.

## Definición
El símbolo k de Pochhammer(x)n,k se define como
{\displaystyle {\begin{aligned}(x)_{n,k}&=x(x+k)(x+2k)\cdots (x+(n-1)k)=\prod _{i=1}^{n}(x+(i-1)k)\\&=k^{n}\times \left({\frac {x}{k}}\right)_{n},\,\end{aligned}}}
y la función k-gamma Γk, con k > 0, se define como
{\displaystyle \Gamma _{k}(x)=\lim _{n\to \infty }{\frac {n!k^{n}(nk)^{x/k-1}}{(x)_{n,k}}}.}
Cuando k=1 se obtienen el símbolo de Pochhammer estándar y la función gamma clásica.
Díaz y Pariguan usan esas definiciones para demostrar un número de propiedades de la función hipergeométrica. A pesar de que Díaz y Pariguan restringen esos símbolos para k > 0, el símbolo k Pochhammer como ellos lo definen está bien definido para todos los números reales k, y para los números negativos k se obtiene el factorial descendente, mientras que para k = 0 se reduce a la potencia xn.
El artículo de Díaz y Pariguan no aborda las muchas analogías entre el símbolo k de Pochhammer y la función potencia, como el hecho de que el teorema del binomio se puede extender a los símbolos k de Pochhammer . Sin embargo, es cierto que muchas ecuaciones que involucran la función de potencia xn continúan siendo válidas cuando xn se reemplaza por (x )n,k.